# Ochenta y cinco
El ochenta y cinco (85) es el número natural que sigue al ochenta y cuatro y precede al ochenta y seis.

## Propiedades matemáticas
- Es un número compuesto, que tiene los siguientes factores propios: 1, 5 y 17. Como la suma de sus factores es 23 < 85, se trata de un número deficiente.

- Es el número más pequeño que se pueda expresar como suma de dos cuadrados de dos maneras diferentes: 85 = 2² + 9² = 6² + 7².

## Características
- 85 es el número atómico del ástato.

- Datos: Q427730
- Multimedia: 85 (number) / Q427730